# Acanthonyx lunulatus
Acanthonyx lunulatus är en kräftdjursart som först beskrevs av Risso 1816.  Acanthonyx lunulatus ingår i släktet Acanthonyx och familjen Epialtidae. Inga underarter finns listade i Catalogue of Life.